# Timbalada
Timbalada é uma banda brasileira formada em 1991 em Salvador por Carlinhos Brown. Com seu som característico do timbal, instrumento que dá nome ao grupo, desde a sua formação encantou multidões e espalhou seu sucesso pelo mundo. Sua música mistura gêneros musicais como samba-reggae, axé, e ritmos regionais, tais como tamanquinho, aremba, pixote, charminho, tunk, funk ijexá, indiado e magalhenha. É uma das atrações do tradicional Carnaval de Salvador.

## História
No embalo do sucesso de ritmos como samba, axé e reggae nos anos 1990, a Timbalada, oriunda de um projeto do cantor e compositor Carlinhos Brown, foi sucesso desde a sua estreia, no Carnaval da Bahia. A partir daí, conquistou uma série de prêmios. 
A Timbalada surgiu no Candeal Pequeno de Brotas, uma das comunidades mais pobres de Salvador na época.
A Timbalada se tornou um dos blocos mais requisitados do Carnaval de Salvador. Participou de turnês internacionais por Europa e Japão
Participou de festivais como o Montreux, Holland Festival e Montreal International Jazz Festival. Em 2005, no Carnaval de Madri, a Timbalada arrastou uma multidão de 1,5 milhão de pessoas.
A Timbalada no Carnaval de Salvador inaugurou o arrastão da quarta-feira de cinzas, uma das grandes novidades na festa dos últimos anos. 
As pinturas corporais são uma tradição da banda e uma homenagem a Iansã.
A banda Timbalada já participou do Prêmio Núcleo Destaque, que reconhece os melhores projetos de arquitetura e design de interiores da Bahia. 
O evento foi promovido pelo Núcleo de Decoração da Bahia e aconteceu no Solar Cunha Guedes, no Corredor da Vitória.
A Timbalada fez um show surpresa na cerimônia de premiação.
Algumas das músicas conhecidas da Timbalada são:
- Beija-Flor
- Margarida Perfumada
- Toque de Timbaleiro
- Água Mineral
- Namoro a Dois
- Mimãr Você
- Ai
- Mulate Do Bunde
- A Luz de Tieta
- Som Dos Tribais
- Cachaça

Carlinhos Brown criou a associação Pracatum projeto social para educar jovens e fomentar a indústria fonográfica.

## Discografia
- 1993 - Timbalada (álbum)
- 1994 - Cada Cabeça É Um Mundo
- 1995 - Andei Road
- 1995 - Dance
- 1996 - Mineral
- 1997 - Mãe de Samba
- 1998 - Vamos dar a volta no Guetho (Ao Vivo)
- 1999 - Pense Minha Cor
- 2001 - Timbalismo
- 2002 - Motumbá Bless
- 2003 - Serviço de Animação Popular
- 2006 - Alegria Original
- 2008 - Timbalada Ao Vivo
- 2014 - Timbalada da Macota
- 2017 - Timbalada Séc XXI
- 2024 - Timbalada Ao Vivo no Guetho vol.1